# Alfie Haaland
Alfie Haaland (tên khai sinh là Alf-Inge Rasdal Haaland ; sinh ngày 23 tháng 11 năm 1972) là một cựu cầu thủ bóng đá chuyên nghiệp người Na Uy từng chơi ở vị trí hậu vệ phải và tiền vệ.

## Đầu đời và sự nghiệp câu lạc bộ

### Đầu đời
Haaland sinh ra ở Stavanger và lớn lên ở Bryne gần đó . Ông gia nhập đội trẻ của câu lạc bộ quê hương Bryne FK vào năm 1979  và có trận ra mắt đội một vào năm 1989 ở tuổi 17. Ông đã được đôn lên đội một, sau khi ký hợp đồng với hợp đồng chuyên nghiệp đầu tiên với Brynee.

### Nottingham Forest
Haaland chuyển đến Anh gia nhập câu lạc bộ hạng Nhất Nottingham Forest sau một kỳ chuyển nhượng kéo dài. Những nỗ lực để ký hợp đồng với Haaland bắt đầu với Brian Clough vào tháng 10 năm 1992 nhưng được hoàn thành dưới sự quản lý của Frank Clark vào tháng 12 năm 1993. Ông có trận ra mắt cho Forest trước Leicester City.

### Leeds United
Vào tháng 7 năm 1997, Haaland gia nhập Leeds United dưới thời George Graham. Ông có trận ra mắt Leeds trước Arsenal vào ngày 9 tháng 8. Vào tháng 9, khi Manchester United thua 1–0 trước Leeds United của Haaland tại Elland Road, Roy Keane bị chấn thương dây chằng chéo trước khi chạy bóng với Haaland. Khi Keane nằm sấp trên mặt đất, Haaland, không ý thức được mức độ nghiêm trọng của chấn thương, đã đứng lên và chỉ trích Keane, cho rằng anh ta chỉ giả vờ chấn thương để cố gắng thực hiện một quả phạt đền. Haaland đã bị buộc tội khi Keane bị cáng rời sân và phải nghỉ thi đấu gần một năm sau đó. Vào ngày 26 tháng 12 năm 1997, Haaland ghi một bàn thắng trong trận thua 3–1 trước Liverpool tại Anfield, một thành tích sau đó do con trai ông, Erling Haaland, đạt được vào ngày 2 tháng 10 năm 2019 khi còn chơi cho Red Bull Salzburg.

### Manchester City
Năm 2000, Haaland rời Leeds để gia nhập Manchester City với mức phí 2,5 triệu bảng.  Vào tháng 4 năm 2001, trong trận đấu Derby Manchester, Roy Keane đã xử lý Haaland, đá ông cao bằng đầu gối phải của Keane, và Keane ngay lập tức bị thẻ đỏ. Về sự cố, Haaland nói: "Tôi chỉ mừng vì chân của tôi đã không chạm đất, nếu không anh ấy đã gây cho tôi rất nhiều tổn thương".
Keane sau đó đã bị phạt 5.000 bảng và nhận án phạt cấm thi đấu 3 trận. Trong cuốn tự truyện của mình, được xuất bản một năm sau đó, Keane tuyên bố rằng pha bóng này là một hành động trả thù có chủ ý, có chủ ý đối với Haaland vì những lời chỉ trích trên sân mà Keane đã nhận được từ Haaland ba năm rưỡi trước đó. Sau tiết lộ này, Keane nhận ra mình là đối tượng của một cuộc điều tra của FA. Sau pha bóng đó, Haaland ban đầu tuyên bố Keane sẽ không dám nhìn thẳng vào mắt ông, và ông nói: "Tôi thực sự không thích Manchester United và tôi không thể chịu đựng được các cầu thủ của họ".
Vào thời điểm Keane truy cản, đầu gối trái của Haaland đã khiến anh gặp nhiều vấn đề nghiêm trọng để ông phải chơi với việc quấn quanh nó.  Sau pha tắc bóng, Haaland kết thúc trận đấu và chơi một trận giao hữu giữa tuần với Na Uy sau một hiệp đấu,  và trận đấu tiếp theo diễn ra ở phút 68. Mùa hè năm đó, ông đã trải qua cuộc phẫu thuật đầu gối trái của mình, nhưng chỉ có thêm bốn lần ra sân thay thế vào mùa giải tiếp theo, và cuối cùng giải nghệ vào tháng 7 năm 2003 sau khi không phục hồi được thể lực đầy đủ. Ban đầu, Haaland ký hợp đồng với Manchester City cho đến cuối mùa giải 2004–05, nhưng trong hợp đồng của ông có ghi rằng Man City có thể chấm dứt hợp đồng nếu điều kiện y tế cho thấy ông không thể thi đấu tại đội bóng 
Sau khi phát hành cuốn tự truyện của Keane vào năm 2002, Alfie Haaland và Manchester City tuyên bố rằng họ đang xem xét hành động pháp lý chống lại Roy Keane. Tuy nhiên, có thông tin cho rằng Haaland đã tuyên bố trên trang web cá nhân của mình rằng anh ấy đã chơi với chấn thương ở đầu gối trái vài tháng, rằng chân trái của anh ấy không nhận được một cú gõ nào trong trận đấu (Roy Keane đá vào đùi phải của anh ấy), và điều đó Roy Keane không gây ra chấn thương dài hạn cho anh ấy.  Hành động pháp lý đã bị hủy bỏ vào tháng 2 năm 2003 sau khi câu lạc bộ xem xét lời khuyên y tế.

### Rosseland BK
Haaland nghỉ hưu sau tám năm, để chơi cho câu lạc bộ Rosseland BK có trụ sở tại Bryne ở Giải hạng Ba Na Uy vào tháng 8 năm 2011.  Sau đó, ông lại giải nghệ vào năm 2013.

## Sự nghiệp quốc tế
Haaland có trận ra mắt đầu tiên cho Na Uy trong trận giao hữu với Costa Rica vào tháng 1 năm 1994. Sau đó, anh có tên trong đội hình Na Uy tham dự FIFA World Cup 1994, nơi anh chơi các trận đấu với Mexico và Ý. Haaland đã bị giới hạn tổng cộng 34 lần, với lần xuất hiện quốc tế cuối cùng trước Bulgaria vào tháng 4 năm 2001. Haaland - cùng với Hallvar Thoresen, Dan Eggen, Espen Baardsen, Hans Herman Henriksen và Joshua King - một trong số ít những cầu thủ từng chơi cho đội tuyển quốc gia Na Uy mà chưa từng chơi ở giải hạng nhất trong nước .

## Đời sống cá nhân
Con trai ông, Erling Haaland cũng là một cầu thủ bóng đá hiện cũng đang thi đấu tại Manchester City ở Ngoại hạng Anh. Cháu trai họ của ông, Albert Tjaland cũng là một cầu thủ đang chơi ở vị trí Tiền đạo cho Bryne 

## Thống kê sự nghiệp

### Club
| Câu lạc bộ                                    | Mùa giải                                      | Giải đấu                                      | Giải đấu | Giải đấu  | Cup quốc gia | Cup quốc gia | Cup liên đoàn | Cup liên đoàn | Khác    | Khác      | Tổng cộng | Tổng cộng |
| Câu lạc bộ                                    | Mùa giải                                      | Hạng                                          | Số trận  | Bàn thắng | Số trận      | Bàn thắng    | Số trận       | Bàn thắng     | Số trận | Bàn thắng | Số trận   | Bàn thắng |
| --------------------------------------------- | --------------------------------------------- | --------------------------------------------- | -------- | --------- | ------------ | ------------ | ------------- | ------------- | ------- | --------- | --------- | --------- |
| Nottingham Forest                             | 1993–94                                       | First Division                                | 3        | 0         | 0            | 0            | 0             | 0             | —       | —         | 3         | 0         |
| Nottingham Forest                             | 1994–95                                       | Premier League                                | 20       | 1         | 1            | 0            | 1             | 0             | —       | —         | 22        | 1         |
| Nottingham Forest                             | 1995–96                                       | Premier League                                | 17       | 0         | 2            | 0            | 0             | 0             | 5       | 0         | 24        | 0         |
| Nottingham Forest                             | 1996–97                                       | Premier League                                | 35       | 6         | 3            | 0            | 3             | 0             | —       | —         | 41        | 6         |
| Nottingham Forest                             | Tổng cộng                                     | Tổng cộng                                     | 75       | 7         | 6            | 0            | 4             | 0             | 5       | 0         | 90        | 7         |
| Leeds United                                  | 1997–98                                       | Premier League                                | 32       | 7         | 2            | 0            | 3             | 0             | —       | —         | 37        | 7         |
| Leeds United                                  | 1998–99                                       | Premier League                                | 29       | 1         | 4            | 0            | 0             | 0             | 3       | 0         | 36        | 1         |
| Leeds United                                  | 1999–2000                                     | Premier League                                | 13       | 0         | 0            | 0            | 0             | 0             | 6       | 0         | 19        | 0         |
| Leeds United                                  | Tổng cộng                                     | Tổng cộng                                     | 74       | 8         | 6            | 0            | 3             | 0             | 9       | 0         | 92        | 8         |
| Manchester City                               | 2000–01                                       | Premier League                                | 35       | 3         | 3            | 0            | 5             | 0             | —       | —         | 43        | 3         |
| Manchester City                               | 2001–02                                       | First Division                                | 3        | 0         | 1            | 0            | 0             | 0             | —       | —         | 4         | 0         |
| Manchester City                               | 2002–03                                       | Premier League                                | 0        | 0         | 0            | 0            | 0             | 0             | —       | —         | 0         | 0         |
| Manchester City                               | Tổng cộng                                     | Tổng cộng                                     | 38       | 3         | 4            | 0            | 5             | 0             | —       | —         | 47        | 3         |
| Bryne FK 3                                    | 2011                                          | Norwegian Fifth Division                      | 1        | 0         | —            | —            | —             | —             | —       | —         | 1         | 0         |
| Rosseland                                     | 2012                                          | Norwegian Fourth Division                     | 4        | 1         | 3            | 0            | —             | —             | —       | —         | 7         | 1         |
| Rosseland                                     | 2013                                          | Norwegian Fourth Division                     | 2        | 0         | 0            | 0            | —             | —             | —       | —         | 2         | 0         |
| Rosseland                                     | Tổng cộng                                     | Tổng cộng                                     | 6        | 1         | 3            | 0            | —             | —             | —       | —         | 9         | 1         |
| Tổng số lần ra sân, bàn thắng trong sự nghiệp | Tổng số lần ra sân, bàn thắng trong sự nghiệp | Tổng số lần ra sân, bàn thắng trong sự nghiệp | 194      | 19        | 19           | 0            | 12            | 0             | 14      | 0         | 239       | 19        |

1. 1 2 3  Appearances in UEFA Cup

### Đội tuyển quốc gia
| Đội tuyển quốc gia               | Năm       | Số trận | Bàn |
| -------------------------------- | --------- | ------- | --- |
| Đội tuyển bóng đá quốc gia Na Uy | 1994      | 5       | 0   |
| Đội tuyển bóng đá quốc gia Na Uy | 1995      | 8       | 0   |
| Đội tuyển bóng đá quốc gia Na Uy | 1996      | 7       | 0   |
| Đội tuyển bóng đá quốc gia Na Uy | 1997      | 5       | 0   |
| Đội tuyển bóng đá quốc gia Na Uy | 1998      | 6       | 0   |
| Đội tuyển bóng đá quốc gia Na Uy | 1999      | 2       | 0   |
| Đội tuyển bóng đá quốc gia Na Uy | 2000      | 0       | 0   |
| Đội tuyển bóng đá quốc gia Na Uy | 2001      | 1       | 0   |
| Tổng cộng                        | Tổng cộng | 34      | 0   |